# Karsten Meyer
Max Adolf Karsten Meyer (5 de noviembre de 1937-25 de noviembre de 2023) fue un deportista alemán que compitió para la RFA en vela en las clases Star y Soling.
Participó en cuatro Juegos Olímpicos de Verano entre los años 1960 y 1976, obteniendo una medalla de bronce en Múnich 1972 en la clase Star. Ganó una medalla de oro en el Campeonato Mundial de Star de 1972 y una medalla de bronce en el Campeonato Europeo de Star de 1971.
Además, consiguió dos medallas en el Campeonato Europeo de Soling, oro en 1974 y plata en 1977.

## Palmarés internacional
| Juegos Olímpicos   | Juegos Olímpicos    | Juegos Olímpicos  | Juegos Olímpicos |
| Año                | Lugar               | Medalla           | Clase            |
| ------------------ | ------------------- | ----------------- | ---------------- |
| 1972               | Múnich (RFA)        | Medalla de bronce | Star             |
| Campeonato Mundial |                     |                   |                  |
| Año                | Lugar               | Medalla           | Clase            |
| 1972               | Caracas (Venezuela) | Medalla de oro    | Star             |
| Campeonato Europeo |                     |                   |                  |
| Año                | Lugar               | Medalla           | Clase            |
| 1971               | Cascaes (Portugal)  | Medalla de bronce | Star             |

| Campeonato Europeo | Campeonato Europeo  | Campeonato Europeo | Campeonato Europeo |
| Año                | Lugar               | Medalla            | Clase              |
| ------------------ | ------------------- | ------------------ | ------------------ |
| 1974               | Clyde (Reino Unido) | Medalla de oro     | Soling             |
| 1977               | Atenas (Grecia)     | Medalla de plata   | Soling             |